# Колки (Ровненская область)
Колки (укр. Колки) — село, центр Колковского сельского совета Дубровицкого района Ровненской области Украины.
Население по переписи 2001 года составляло 1913 человек. Почтовый индекс — 34144. Телефонный код — 3658. Код КОАТУУ — 5621883401.
Первое письменное упоминание о селе относится к 1567 году. 

## Местный совет
34144, Ровненская обл., Дубровицкий р-н, с. Колки, ул. Школьная, 4.